# Wostok (Marskrater)

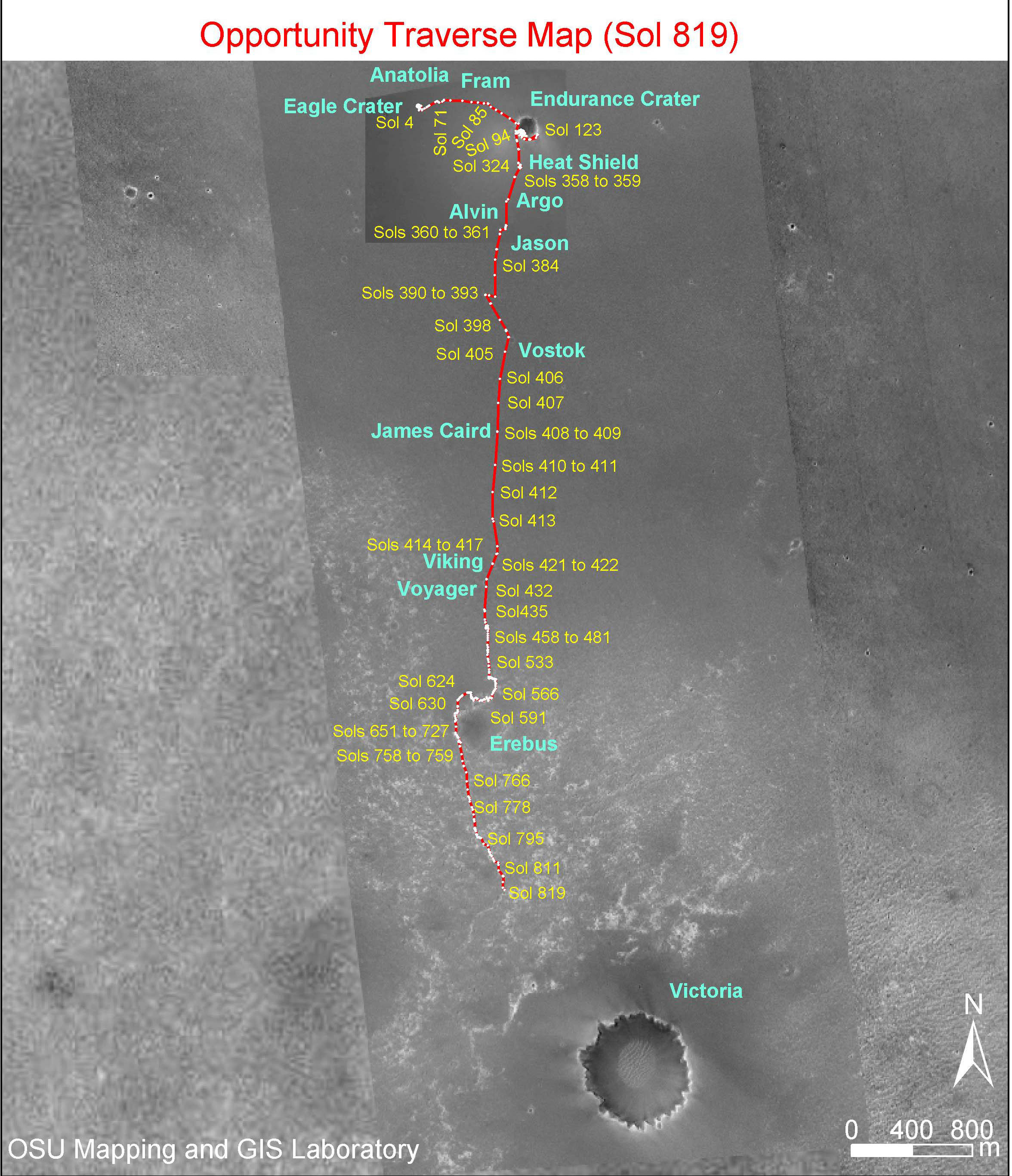
Lage des Wostok-Kraters auf der Streckenkarte

Wostok  ist ein Impaktkrater auf dem Mars. Er hat einen Durchmesser von etwa 20 Metern und befindet sich auf der Hochebene Meridiani Planum innerhalb des MC-19 Margaritifer Sinus Gradfeldes. Er liegt ca. 1.200 m südlich des  Endeavour-Kraters. Der Krater scheint fast vollständig mit Flugsand gefüllt zu sein. Es sind aber viele Felsaufschlüsse an der Oberfläche sichtbar. Der Marsrover Opportunity erreichte den Krater am 8. März 2005 (sol 339). Bei seinen Untersuchungen erkundete Opportunity den Felsen Gagarin, der nach dem Kosmonauten Juri Gagarin benannt ist, und bildete die Bodenprobe Laika ab. Der Rover verließ Wostok in südlicher Richtung und bewegte sich zum Erebus. Das Mini-TES des Rovers fiel in der Nähe des Wostok-Kraters aus, die Fehlfunktion verschwand aber bald wieder.